# Edward Nowak (inżynier)
Edward Edmund Nowak (ur. 16 listopada 1950 w Krakowie) – polski inżynier, działacz opozycji demokratycznej w PRL, menedżer, urzędnik państwowy i polityk.
Od 1980 członek NSZZ „Solidarność”. Uczestnik strajków w Hucie im. Lenina. Aresztowany po wprowadzeniu stanu wojennego i skazany przez sąd wojskowy na karę trzech lat i sześciu miesięcy pozbawienia wolności. Zwolniony na mocy amnestii w 1983. Później inwigilowany przez funkcjonariuszy Służby Bezpieczeństwa, niejednokrotnie zatrzymywany i przesłuchiwany. Poseł na Sejm X kadencji. W latach 1990–1991 wiceprezydent Krakowa, w latach 1992–1993 oraz 1993–1995 podsekretarz stanu w Ministerstwie Przemysłu i Handlu, w latach 2000–2001 podsekretarz stanu w Ministerstwie Gospodarki. Inicjator reaktywowania Izby Przemysłowo-Handlowej w Krakowie; w latach 1989–1994 jej prezydent.

## Życiorys

### Okres PRL
W 1979 ukończył studia w zakresie elektroenergetyki na Wydziale Elektrotechniki, Automatyki i Elektroniki Akademii Górniczo-Hutniczej.
W latach 1969–1985 był zatrudniony w Hucie im. Lenina. W latach 1971–1981 był członkiem Polskiej Zjednoczonej Partii Robotniczej.
W sierpniu 1980 wstąpił do Niezależnego Samorządnego Związku Zawodowego „Solidarność”. Był członkiem komitetu strajkowego na wydziale walcowni w swoim zakładzie pracy, a we wrześniu współzałożycielem struktur „Solidarności” w kombinacie. Został członkiem Komitetu Robotniczego Hutników. Od 17 marca 1981 był przedstawicielem Huty im. Lenina w Sieci Organizacji Zakładowych „Solidarności”. Brał udział w pracach nad programem gospodarczym kraju dla „Solidarności” oraz nad projektem tzw. przedsiębiorstwa społecznego, mającego stanowić alternatywę wobec rządowych projektów zarządzania przedsiębiorstwami. W 1981 wraz z Mirosławem Dzielskim był współtwórcą spółdzielni mieszkaniowej organizowanej przez Komitet Robotniczy Hutników, a także inicjatywy oświatowej pod nazwą Uniwersytet Demokracji. W tym samym roku został przewodniczącym komitetu założycielskiego samorządu pracowniczego huty. W lipcu 1981 był delegatem na I Walnym Zgromadzeniu Delegatów Regionu Małopolska w Tarnowie. Następnie brał udział w I Krajowym Zjeździe Delegatów NSZZ „Solidarność” w Gdańsku.
Od 13 do 16 grudnia 1981, po wprowadzeniu stanu wojennego, był członkiem Komitetu Strajkowego Huty im. Lenina. Po pacyfikacji strajku pozostawał w ukryciu. 13 stycznia 1982 Edward Nowak został zatrzymany i następnie tymczasowo aresztowany. 25 lutego 1982 za organizację strajku został skazany w trybie doraźnym przez sąd wojskowy w Warszawie na karę trzech lat i sześciu miesięcy pozbawienia wolności, orzeczono też dwuletni okres pozbawienia praw publicznych. Utracił wówczas zatrudnienie w hucie. Więziony początkowo w areszcie śledczym w Krakowie, następnie m.in. w zakładzie karnym w Raciborzu. Został zwolniony 8 sierpnia 1983 na mocy amnestii. W sierpniu 1983 został z powrotem przyjęty do pracy w Hucie im. Lenina, otrzymując gorsze niż poprzednio warunki zatrudnienia.
Był doradcą Tajnej Komisji Robotniczej Hutników. W marcu 1984 współtworzył Towarzystwo Pomocy Więzionym, a w listopadzie tegoż roku Inicjatywę Obywatelską w Obronie Praw Człowieka Przeciw Przemocy. 3 maja 1985 został zatrzymany i następnie ponownie aresztowany za udział w uroczystościach rocznicy uchwalenia Konstytucji 3 maja w Krakowie. Został wówczas ponownie zwolniony z pracy. Uzyskał zwolnienie z aresztu 3 lipca 1985. Do końca lat 80. był inwigilowany przez funkcjonariuszy Służby Bezpieczeństwa, zatrzymywany i przesłuchiwany.
W latach 1985–1986 pracował jako starszy specjalista w Przedsiębiorstwie Realizacji Inwestycji Przemysłu Ceramiki Budowlanej CERPRI. W latach 1986–1988 był kierownikiem zakładu w Przedsiębiorstwie Zagranicznym ARTCO w Brzeziu. Od października 1986 należał do jawnej Komisji Robotniczej Hutników, w tym samym roku był jednym z rzeczników prasowych strajku w Hucie im. Lenina.

### Okres III RP
W 1989 podjął działalność w krakowskim Komitecie Obywatelskim „Solidarność”. W tym samym roku w pierwszych częściowo wolnych wyborach parlamentarnych został wybrany do Sejmu X kadencji z ramienia Komitetu Obywatelskiego w okręgu nowohuckim. W trakcie kadencji należał do Obywatelskiego Klubu Parlamentarnego, pełnił funkcję zastępcy przewodniczącego Komisji Nadzwyczajnej do rozpatrzenia niektórych inicjatyw ustawodawczych, a także był członkiem Komisji Nadzwyczajnej do rozpatrzenia projektów ustaw związanych ze stabilizacją gospodarczą oraz zmianami systemowymi i Komisji Stosunków Gospodarczych z Zagranicą i Gospodarki Morskiej.
W 1989 był współtwórcą Krakowskiej Fundacji Komunikacji Społecznej i został członkiem Krakowskiego Towarzystwa Przemysłowego. W tym samym roku był inicjatorem reaktywowania Izby Przemysłowo-Handlowej w Krakowie. Był jej prezydentem w latach 1989–1994. Od 1990 do 1991 był wiceprezydentem Krakowa.
Od 8 stycznia 1992 do 2 lutego 1993 pełnił funkcję podsekretarza stanu w Ministerstwie Przemysłu i Handlu. Opracował założenia polityki przemysłowej Polski, zajmował się opracowywaniem programów sektorowych, w tym dotyczących przemysłu stoczniowego, farmacji, ciężkiej chemii. Negocjował m.in. inwestycje koncernu General Motors i Volkswagen w Polsce. Był przewodniczącym rządowej komisji ds. Kopalni Soli w Wieliczce. Od 18 listopada 1993 do 10 kwietnia 1995 ponownie był podsekretarzem stanu w Ministerstwie Przemysłu i Handlu. Wówczas opracował koncepcję tworzenia w Polsce parków przemysłowych, a także projekt ustawy o specjalnych strefach ekonomicznych. W latach 2000–2001 był podsekretarzem stanu w Ministerstwie Gospodarki. Zajmował się programem restrukturyzacji hutnictwa, w tym konsolidacją hut w koncern Polskie Huty Stali.
Był prezesem i dyrektorem przedsiębiorstw, m.in. Mielec Centrum (1995–1996), Jelcz (1996–1998), Zasada (1998–1999), a także wiceprezesem zarządu ds. strategii i rozwoju w Hucie im. Tadeusza Sendzimira w Krakowie (2001–2002). W 2006 był członkiem zarządu Agencji Rozwoju Przemysłu. Pełnił też funkcję przewodniczącego rady nadzorczej Kompanii Węglowej. W kwietniu 2008 objął stanowisko prezesa holdingu Bumar. Został odwołany z tej funkcji w marcu 2012.
Po wyborach parlamentarnych w 2015 zaangażował się w działania Komitetu Obrony Demokracji, krytykując rządy Prawa i Sprawiedliwości.
Inicjator powstania Stowarzyszenia Sieć Solidarności, zajmującego się upowszechnianiem ideałów „Solidarności” oraz wspieraniem znajdujących się w trudnej sytuacji życiowej działaczy opozycji antykomunistycznej. W 2021 r. Sąd Apelacyjny w Krakowie przyznał Edwardowi Nowakowi odszkodowanie i zadośćuczynienie za represje z okresu komunistycznego w łącznej wysokości 442 tys. zł.

## Odznaczenia i wyróżnienia
- Krzyż Oficerski Orderu Odrodzenia Polski (za wybitne zasługi w działalności na rzecz przemian demokratycznych w Polsce, za osiągnięcia w pracy zawodowej i społecznej, 2006)[7]
- Krzyż Kawalerski Orderu Odrodzenia Polski (2000)[8]
- Krzyż Wolności i Solidarności (2016)[9]
- Brązowy Krzyż Zasługi (1978)
- Medal „Niezłomnym w słowie” (2011)[10]